# GSC2910-1559
GSC2910-1559 — хімічно пекулярна зоря спектрального класу A0, що має видиму зоряну величину в смузі V приблизно  9,7.

## Пекулярний хімічний вміст
Зоряна атмосфера GSC2910-1559 має підвищений вміст 
Si
.